# Papeda
Pour les articles homonymes, voir Papeda (Homonymie).
La papeda ou bubur sagu est une bouillie ou un gruau de sagou indonésien. C'est un aliment de base dans les Moluques, en Nouvelle-Guinée occidentale et en Papouasie-Nouvelle-Guinée, alors que le riz est privilégié dans le centre et l'ouest de l'archipel indonésien.

## Mode de récupération du sagou
Le sagou est une fécule alimentaire extraite de la pulpe du tronc du sagoutier (un type de palmier). Contenant surtout des glucides, il ne présente quasiment ni protéines, ni graisses, ni vitamines ni minéraux.
La papeda est fabriquée à partir de l'amidon du sagou, obtenu en abattant le tronc d'un sagoutier, puis en le coupant en deux parties. La fécule est ensuite récupérée en grattant les parties intérieures molles du tronc, ce qui donne une farine brute. Cette farine est ensuite mélangée à de l'eau et pressée pour en extraire l'amidon. L'amidon de sagou encore humide est généralement stocké dans un récipient fait de feuilles de sagou, appelé tumang, dans lequel il se conservera pendant plusieurs mois avant que la fermentation spontanée ne le rende trop acide et impropre à la fabrication de papeda. Selon la variété et les conditions de croissance, il peut falloir cinq à quinze ans à un sagoutier pour accumuler suffisamment d'amidon dans son tronc pour que l'effort d'extraction en vaille la peine.

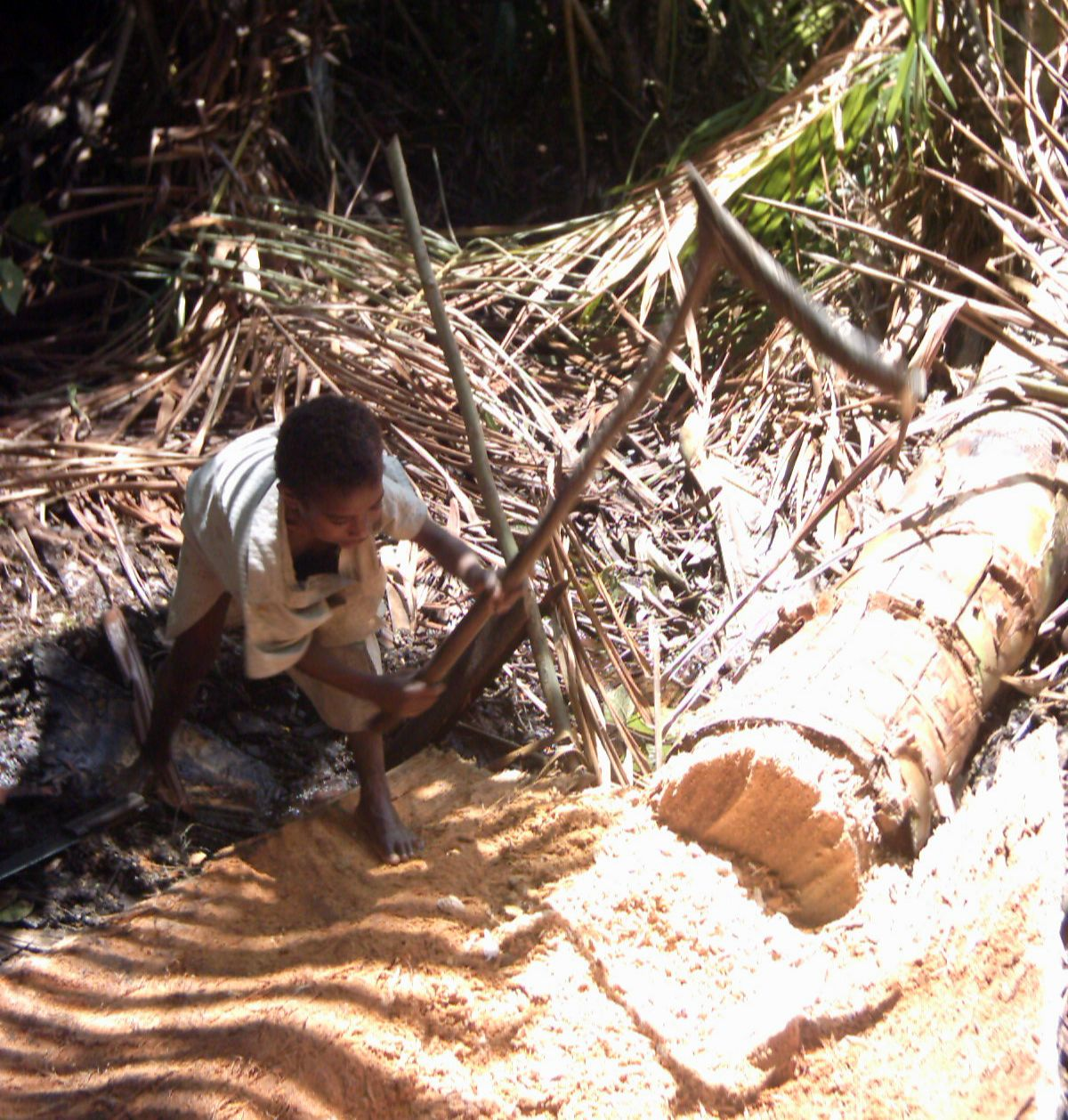
Abattage du tronc.
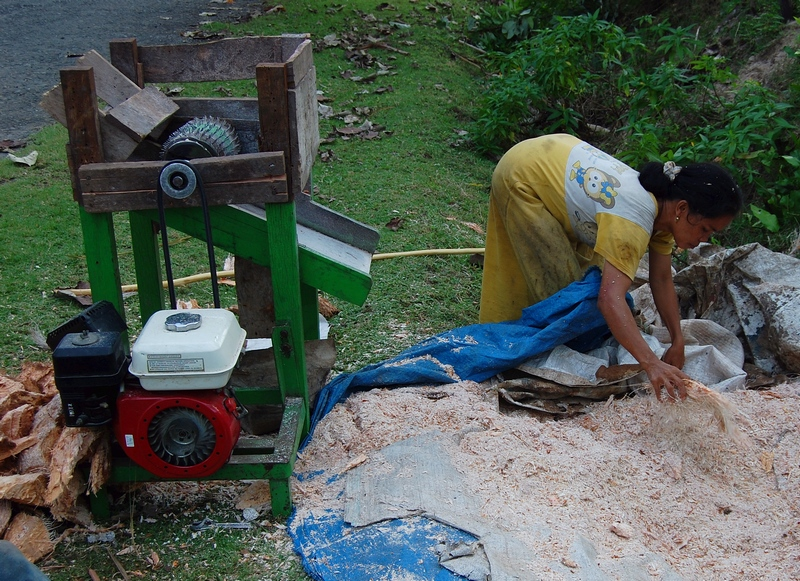
Râpage du tronc.
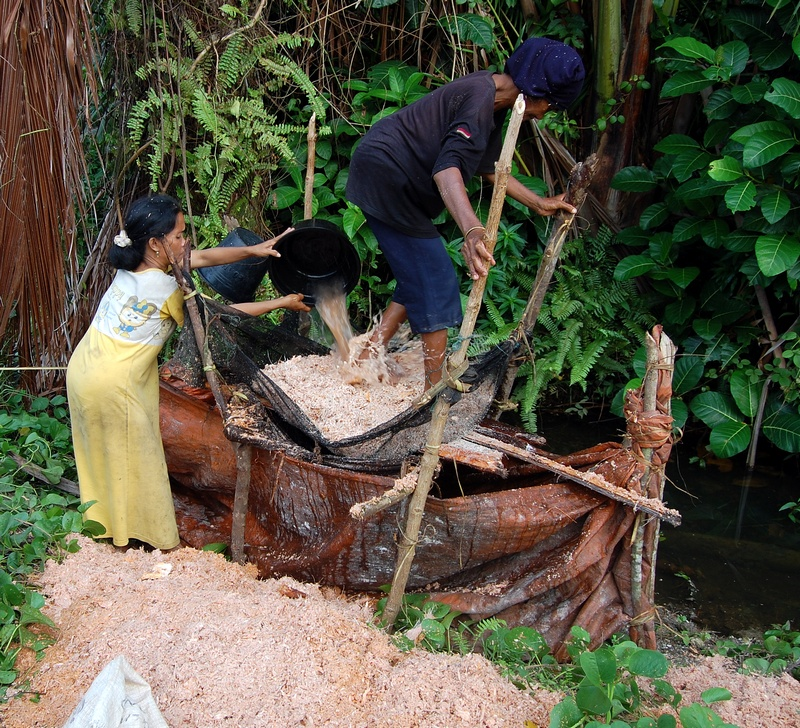
Lavage.
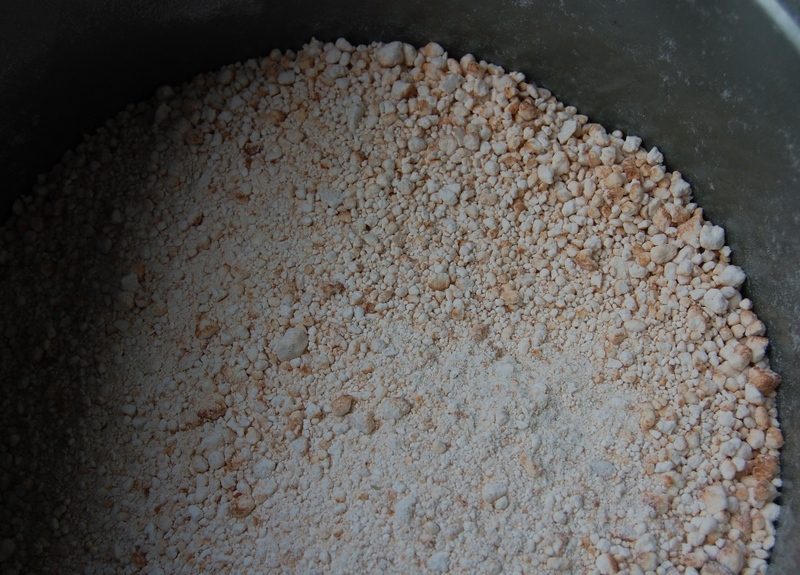
Fécule séchée.
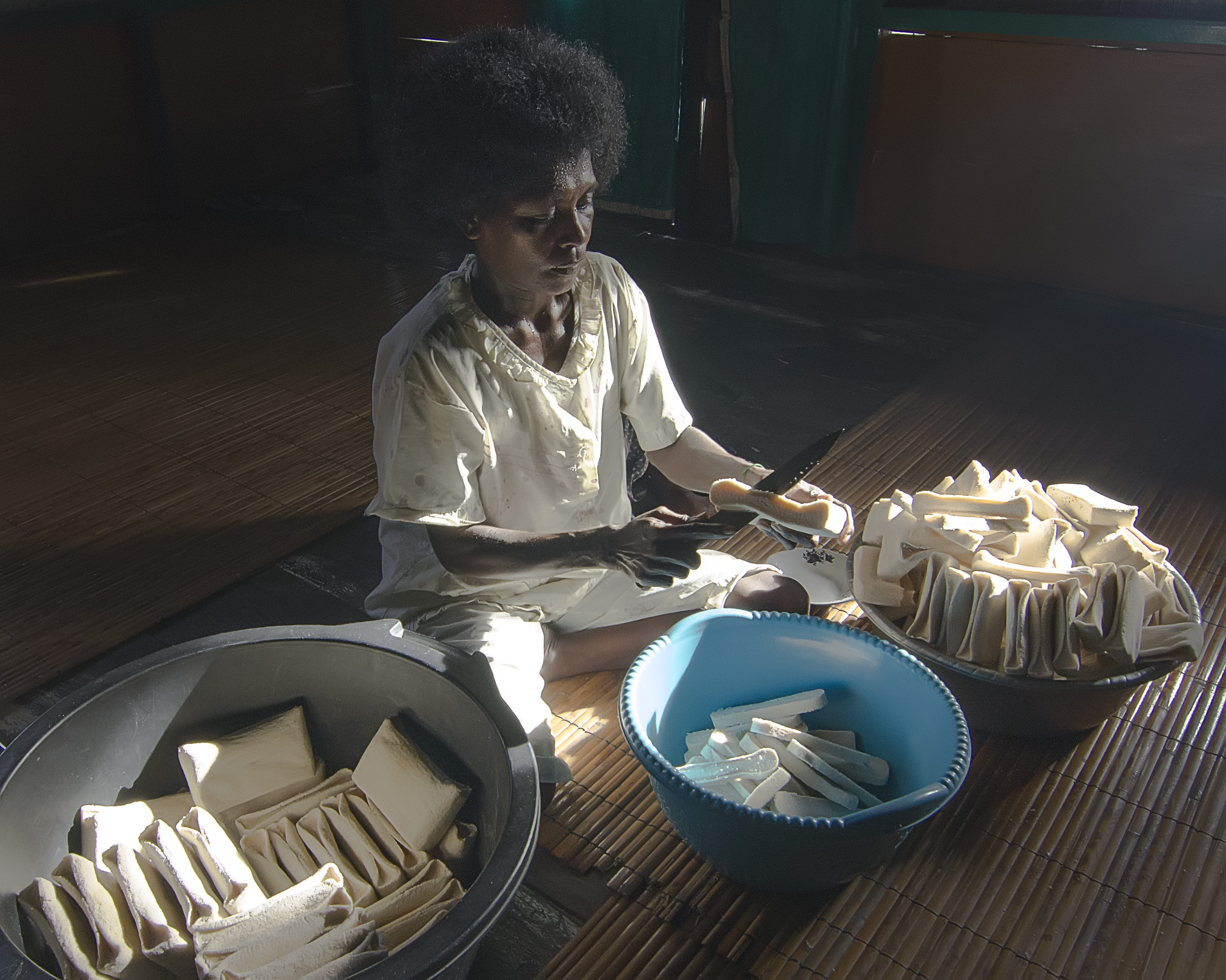
Briquettes de sagou.

## Préparation de lapapeda
La papeda est fabriquée en faisant cuire le sagou avec de l'eau et en remuant jusqu'à ce qu'il colle et ait une consistance semblable à celle de la colle.

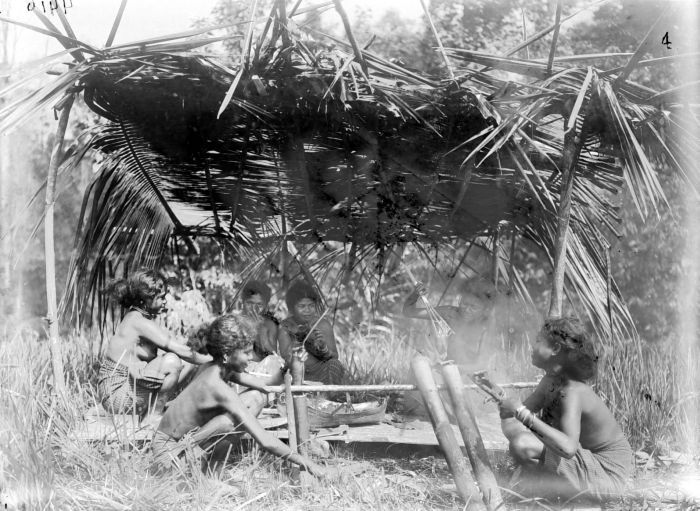
Femmes de l'île de Céram préparant de la papeda (Tropenmuseum, avant 1940).
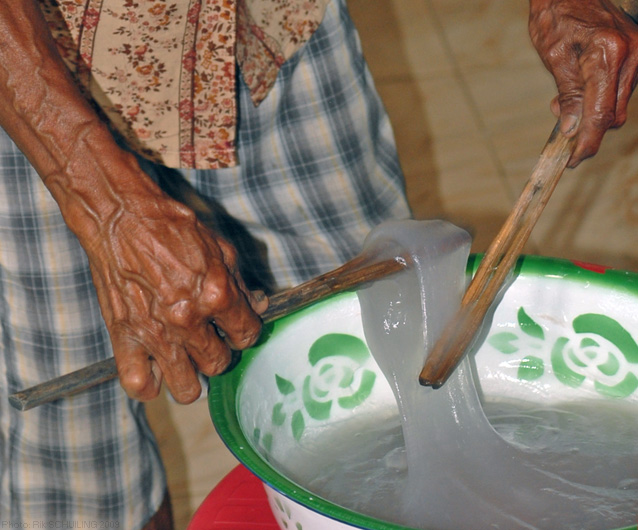
Des fourchettes en bois (gata-gata) sont utilisées pour cuisiner la papeda (île de Céram, 2009).

## Accompagnements
La papeda est souvent servie avec du poisson (maquereau, vivaneau, thon) et des épices (curcuma, citron vert).
La papeda est parfois aussi consommée avec des tubercules bouillis, comme le manioc ou de l'igname. Outre le bouillon jaune et le poisson, la papeda peut être dégustée avec le sayur gameno, qui est fait de jeunes feuilles de melinjo et de fleurs de papaye agrémentées de piment rouge.
Le sayur bunga pepaya (papaye) et le tumis kangkung (patates aquatiques sautées) sont souvent servis comme légumes d'accompagnement pour accompagner la papeda.

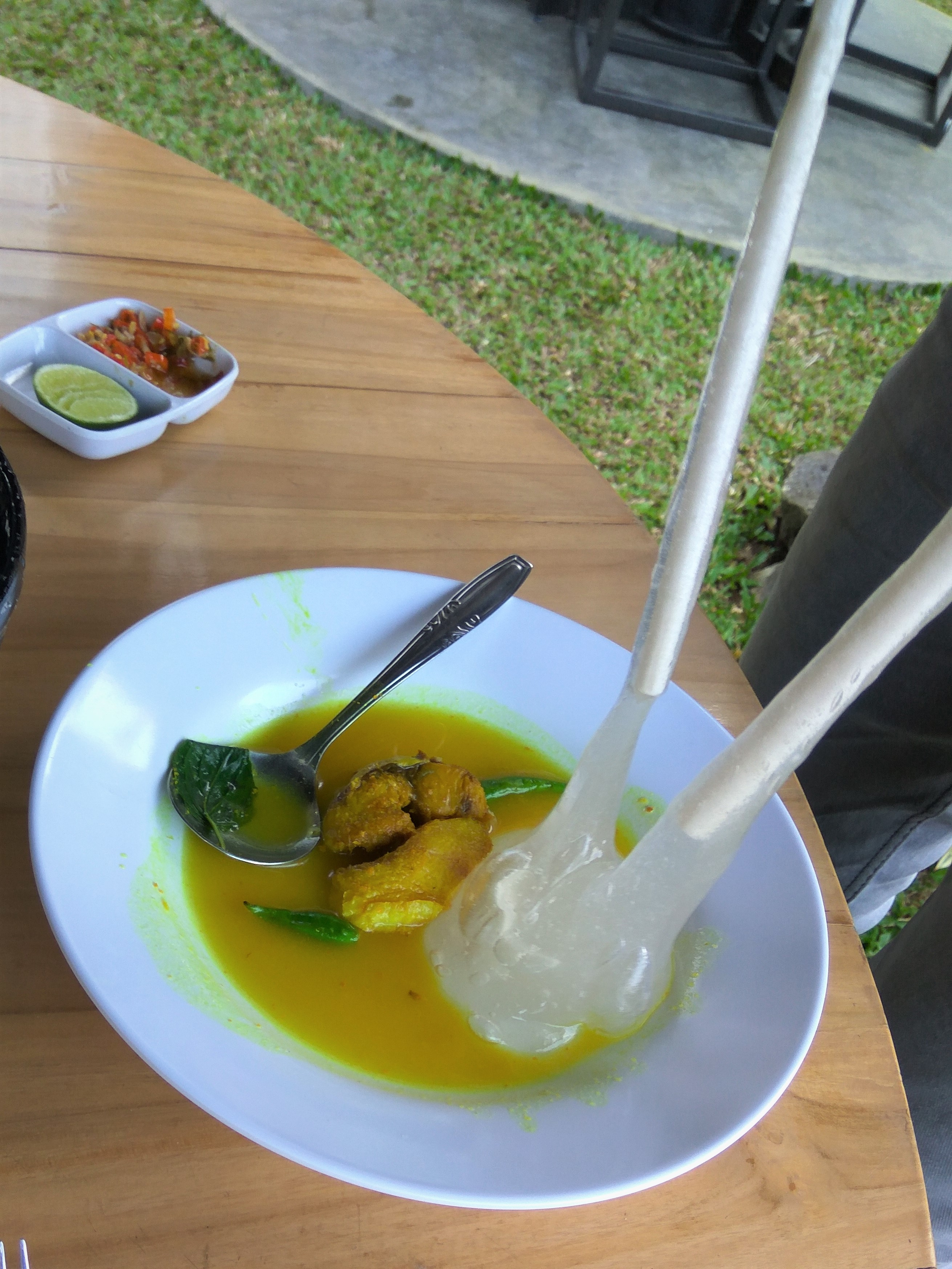
Papeda et kuah kuning.
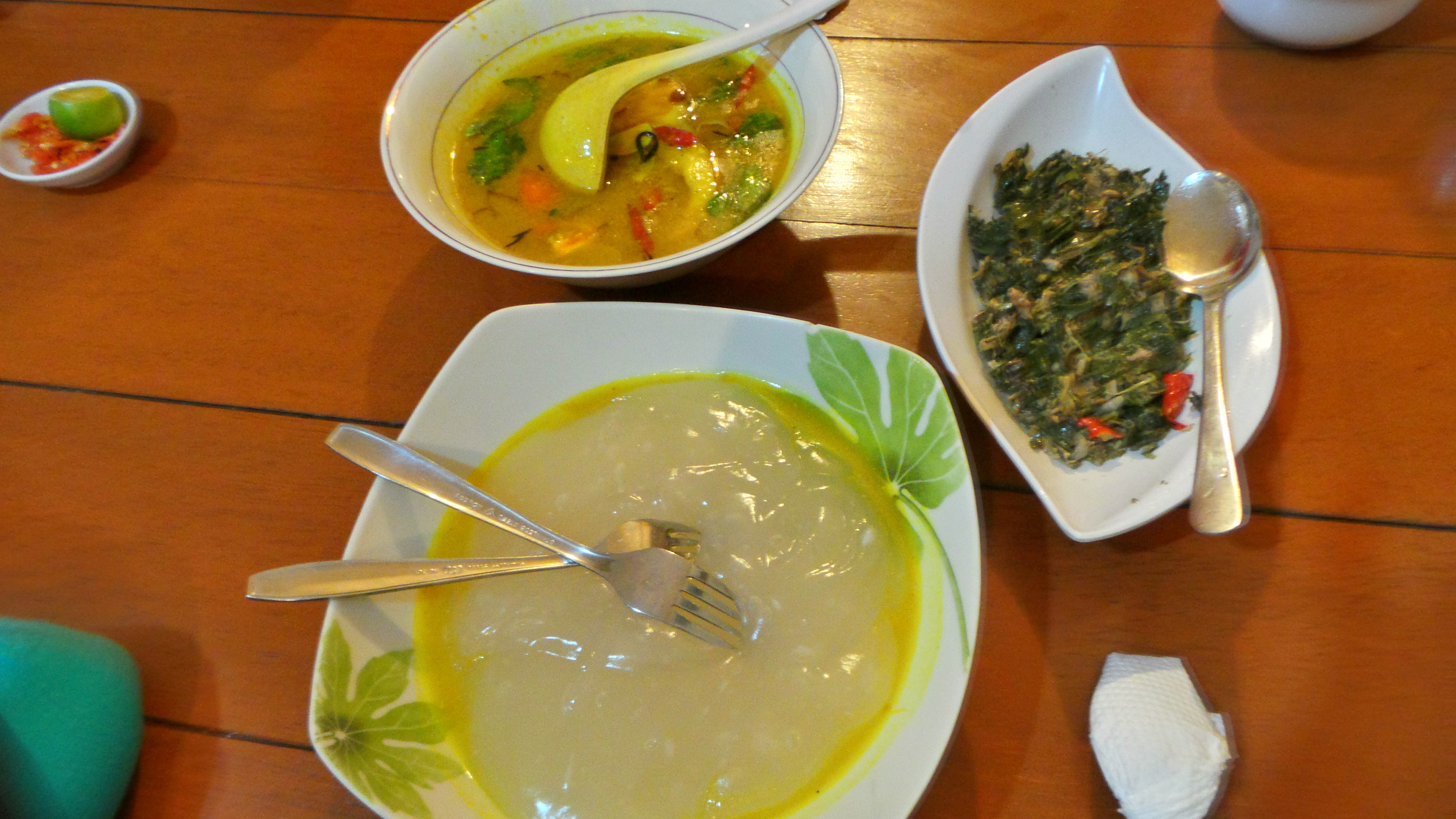
Papeda avec du poisson épicé et des tagas-tagas (un mélange de feuilles de manioc, de fleurs de papaye et de patates douces).
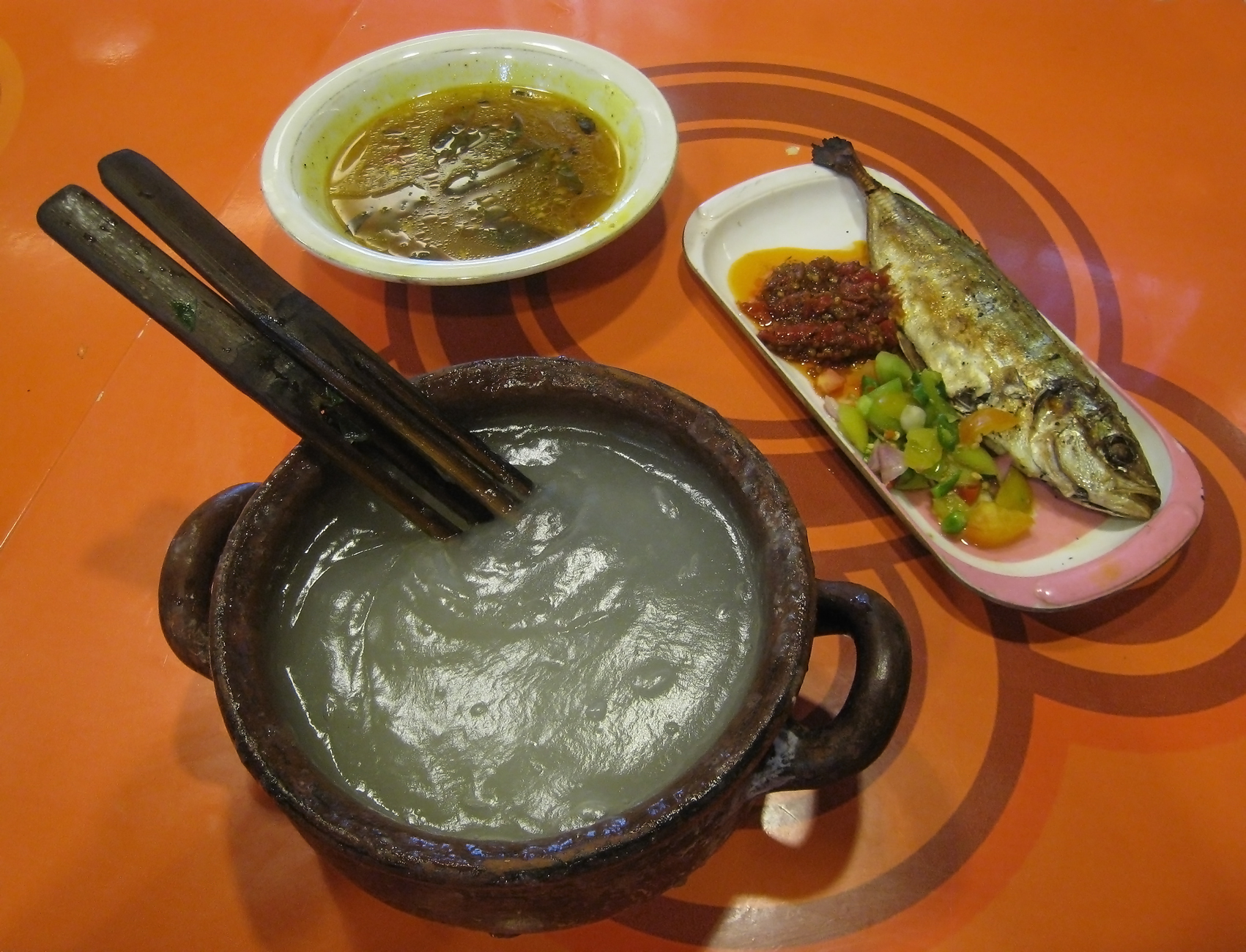
Papeda, kuah kuning (traduction littérale : soupe jaune) et ikan tude bakar (poisson grillé). En sauces : rica-rica (en) et dabu-dabu (en).
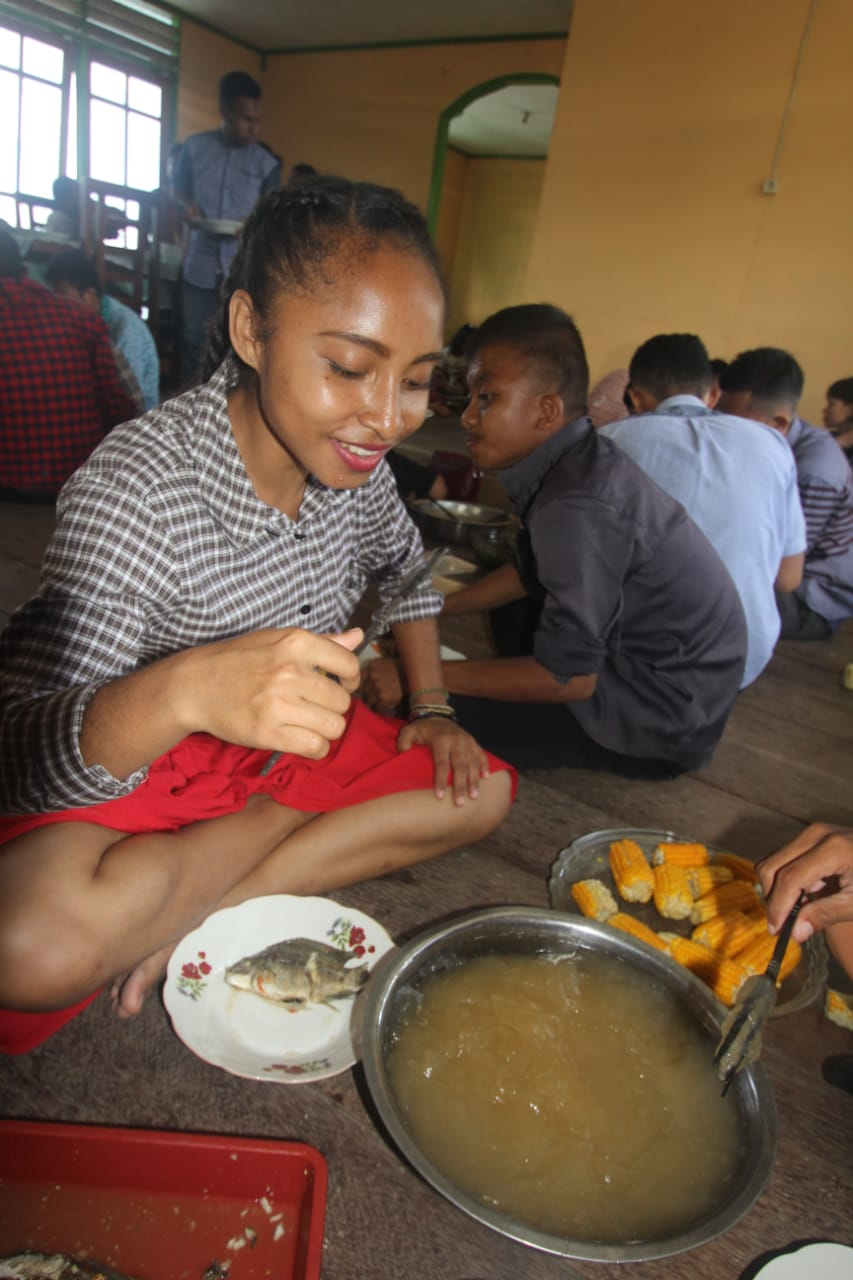
Papeda avec du poisson et du chou frisé et de la sauce colo-colo.